# Tira (unidade regional)
Tira (em grego: Θήρας) é uma unidade regional da Grécia, localizada na região do Egeu Meridional. É formada pelas ilhas de Santorini, Anafi, Folegandros, Ios, Sícino e outras ilhas menores no Mar Egeu.

## Administração
Foi criada a partir da reforma governamental instituída pelo Plano Calícrates de 2011, através da divisão de parte da extinta Prefeitura das Cíclades. É subdividida em 5 municípios; são eles (numerados conforme o mapa):
- Santorini (1)
- Anafi (2)
- Folegandros (3)
- Ios (4)
- Sícino (5)